# Élections impériales de 1410
L'élection impériale de 1410 est la quatrième élection, après la promulgation de la Bulle d'or de 1356, permettant d'élire le Roi des Romains, prince héritier jusqu'au couronnement comme Empereur du Saint-Empire romain. En raison des désaccords entre les électeurs, elle a eu lieu le 20 septembre et le 1er octobre 1410.

## Contexte
L'élection a suivi la mort du roi Robert le 18 mai 1410. Son fils Louis III du Palatinat ne se présente pas. Les prétendants furent les deux cousins Sigismond de Luxembourg et Jobst de Moravie.

## Princes-électeurs
Les sept princes-électeurs appelés à élire le successeur de Robert étaient (dans l'ordre de vote défini par la Bulle d'or de 1356) :
| Électorat           | Prince-électeur | Prince-électeur                                         | Titres                                      |
| ------------------- | --------------- | ------------------------------------------------------- | ------------------------------------------- |
| · Trèves            |                 | Werner III de Falkenstein                               | Archevêque de Trèves                        |
| · Cologne           |                 | Frédéric III de Sarrewerden                             | Archevêque de Cologne                       |
| · Bohême            |                 | Venceslas de Luxembourg                                 | Roi de Bohême Duc de Luxembourg             |
| · Palatinat du Rhin |                 | Louis III                                               | Électeur palatin                            |
| · Saxe              |                 | Rodolphe III                                            | Électeur de Saxe                            |
| · Brandebourg       |                 | Jobst de Moravie (représenté par Frédéric de Nuremberg) | Margrave de Brandebourg Margrave de Moravie |
| · Mayence           |                 | Jean II de Nassau                                       | Archevêque de Mayence                       |

## Élection
Le 20 septembre, trois des électeurs proclament Sigismond, roi de Hongrie et fils du précédent empereur Charles IV. Parmi eux se trouvait Frédéric de Nuremberg, représentant du Brandebourg, votant contre Jobst, l'électeur en titre et candidat.
L'élection de Sigismond n'est pas été acceptée par les autres électeurs. Le 1er octobre 1410, ils votèrent pour Jobst contre son cousin Sigismond.
Les élections de 1410 furent les dernières à élire un roi et un antiroi.
Sur le point de s'affronter, Jobst meurt le 18 janvier 1411. Une nouvelle élection se tient le 21 juillet 1411.